# What Happens Next
What Happens Next je šestnácté studiové album amerického kytaristy Joea Satrianiho. Vydáno bylo 12. ledna roku 2018 společností Sony Music Entertainment. Album produkoval Mike Fraser, který s kytaristou spolupracoval již v minulosti. Kromě Satrianiho na desce hráli baskytarista Glenn Hughes a bubeník Chad Smith, Satrianiho kolega z kapely Chickenfoot.

## Seznam skladeb
1. Energy
2. Catbot
3. Thunder High on the Mountain
4. Cherry Blossoms
5. Righteous
6. Smooth Soul
7. Headrush
8. Looper
9. What Happens Next
10. Super Funky Badass
11. Invisible
12. Forever and Ever

## Obsazení
- Joe Satriani – kytara
- Glenn Hughes – baskytara
- Chad Smith – bicí